# فتيحة منصوري
فتيحة منصوري (مواليد 1997) هي ملاكمة جزائرية تتنافس في وزن أقل من 48 كغم. فازت بالميدالية الذهبية في سباق 48 كغم للسيدات في دورة الألعاب الإفريقية 2023 التي أقيمت في أكرا، غانا. كما حصلت على الميدالية الذهبية في منافساتها بدورة الألعاب العربية 2023 التي أقيمت في الجزائر العاصمة.

## الحياة المهنية
في عام 2019، تنافست في منافسات وزن الذبابة الخفيف في بطولة العالم للملاكمة للسيدات التي أقيمت في أولان أودي، روسيا. كما شاركت في حدث الوزن الأدنى في بطولة العالم للملاكمة للسيدات التابعة للاتحاد الدولي للملاكمة لعام 2022 والتي أقيمت في إسطنبول، تركيا. أقصيت في مباراتها الأولى في كلا الحدثين.
مثلت الجزائر في الألعاب المتوسطية 2022 التي أقيمت في وهران بالجزائر. تنافست في منافسات وزن الذبابة الخفيف للسيدات عندما خرجت في مباراتها الأولى. وفي العام نفسه، فازت بالميدالية الفضية في منافساتها في بطولة أفريقيا للملاكمة للهواة التي أقيمت في مابوتو، موزمبيق. وفي المباراة النهائية، خسرت أمام مارغريت تيمبو من زامبيا.
في عام 2023، تنافست في حدث الوزن الأدنى في بطولة العالم للملاكمة للسيدات التابعة للاتحاد الدولي للملاكمة والتي أقيمت في نيودلهي، الهند. وبعد بضعة أشهر، فازت بالميدالية الذهبية في حدث 48 كغم في دورة الألعاب العربية 2023 التي أقيمت في الجزائر العاصمة، الجزائر. في أغسطس 2023، فازت بالميدالية الفضية في منافساتها في بطولة إفريقيا للملاكمة للهواة التي أقيمت في ياوندي، الكاميرون.
في عام 2024، فازت بالميدالية الذهبية في حدث 48 كغم في دورة الألعاب الأفريقية 2023 التي أقيمت في أكرا، غانا. هزمت وفاء حفصي من تونس في مباراة الميدالية الذهبية.

## روابط خارجية
- فتيحة منصوري على موقع بوكس ريك (الإنجليزية) (registration required)